# Tubosaeta calocystis
Tubosaeta calocystis är en svampart som först beskrevs av Heinem. & Gooss.-Font., och fick sitt nu gällande namn av E. Horak 1967. Tubosaeta calocystis ingår i släktet Tubosaeta och familjen Boletaceae.   Inga underarter finns listade i Catalogue of Life.